# Janice Burgess
Janice Burgess (Pittsburgh, 1 de março de 1952 – Nova Iorque, 2 de março de 2024) foi uma executiva de televisão americana, roteirista e produtora da Nickelodeon. Ela criou a série Backyardigans da Nick Jr. e trabalhou como escritora e editora de histórias para o revival do Clube das Winx.  Ambos os desenhos foram produzidos no Nickelodeon Animation Studio. Burgess ingressou na Nickelodeon em 1995 como executiva responsável pela produção.

## Infância e educação
Burgess nasceu em Pittsburgh, Pensilvânia, onde cresceu no bairro de Squirrel Hill e frequentou a Ellis School. Ela frequentemente brincava em seu quintal e mais tarde usou essas memórias como inspiração para a criação de Backyardigans. Sobre o quintal de sua antiga casa, ela uma vez comentou: "Eu realmente me lembro dele como um lugar maravilhoso, feliz e seguro... você poderia ter grandes aventuras apenas brincando. A partir daí, você poderia ir a qualquer lugar ou fazer qualquer coisa."  Ela adorava musicais e sua mãe frequentemente tocava uma grande variedade de músicas para ela. Planejando se tornar historiadora da arte, ela se formou na Brandeis University em 1974 com bacharelado em história da arte.

## Carreira
De acordo com uma entrevista ao Investor's Business Daily, Burgess falou que não gostava de viajar "nos círculos artísticos com colecionadores e na alta sociedade", então ela procurou uma carreira diferente após a faculdade. Ela se ofereceu como voluntária para um emprego na estação de televisão pública WQED de Pittsburgh, onde foi encarregada dos serviços de artesanato.
No início da década de 1990, Burgess ocupou cargos no Children's Television Workshop, inclusive como coordenadora assistente de viagens do 3-2-1 Contact e gerente de projetos do Ghostwriter. Para este último, coordenou os esforços de uma revista vinculada e de materiais didáticos com o conteúdo e objetivos do programa de televisão. Foi durante esse trabalho que ela foi notificada sobre uma vaga na Nickelodeon; Burgess brincou dizendo que foi entrevistada para o emprego “cerca de 11.000 vezes”. Ela foi contratada como executiva responsável pela produção do canal Nick Jr., supervisionando o desenvolvimento de Blue's Clues e Little Bill. Burgess mais tarde se tornou vice-presidente da divisão Nick Jr. da Nickelodeon.

### The Backyardigans
Enquanto trabalhava como executiva, Burgess participou de reuniões de roteiro e desenvolvimento de conceito, onde gostava de ajudar as equipes criativas com personagens e enredos. Burgess finalmente teve a oportunidade de fazer a transição para uma função criativa do vice-presidente sênior da Nick Jr, Brown Johnson. Ela pediu a Burgess que desenvolvesse uma ideia para um novo programa infantil da Nick Jr., e então Burgess produziu um episódio piloto chamado "Me and My Friends" no Nickelodeon Studios em Orlando, Flórida em 1998. O episódio piloto consistiu de uma apresentação ao vivo de fantoches, com música e dança. A apresentação não foi escolhida para uma fazer uma série completa, mas vários meses após a rejeição, Brown Johnson pediu a Burgess para reformular o conceito. Ela gostou dos personagens e da música do episódio piloto de Burgess e sentiu que a apresentação funcionaria melhor em formato de desenho animado.
Usando os personagens de "Me and My Friends", Burgess escreveu um segundo episódio piloto, que foi produzido no estúdio da Nickelodeon em Nova Iorque em 2001. O show, agora totalmente animado por computador e renomeado como The Backyardigans, recebeu luz verde para uma temporada completa de 20 episódios. Refletindo sobre a mudança para a animação, Burgess disse: "Às vezes, sua primeira tentativa não é tão boa. Nesse caso, minha segunda tentativa foi muito melhor." The Backyardigans estreou na Nickelodeon em 11 de outubro de 2004.

## Morte
Burgess morreu em cuidados paliativos em Manhattan, Nova Iorque, Estados Unidos em 2 de março de 2024, apenas um dia após seu 72º aniversário. Ela foi diagnosticada com câncer de mama antes de sua morte.